# Kiedy się ze mną podzielisz
Kiedy się ze mną podzielisz? – spektakl Teatru TV z 1980 roku w reż. Ryszarda Bugajskiego. 

## Fabuła
Kasjer bankowy Zenon Kruk regularnie podkrada drobne sumy. Nie wiadomo jakim sposobem, ale udaje mu się uniknąć wykrycia przez kontrolę. Jego kradzieże nie uchodzą jednak uwadze jednego ze strażników – Tomczyka, który zaczyna go szantażować, żądając udziału w zyskach. Szantażysta żąda coraz więcej, a zrozpaczony Kruk w końcu zwierza się żonie. Ta doradza mu pozbycie się Tomczyka. Kruk, realizując plan żony, pod pretekstem przekazania kolejnej doli, zwabia Tomczyka do kasy, a następnie nasyła na niego innego strażnika. Ten, działając w ciemnościach, przekonany, że ma do czynienia z uzbrojonym rabusiem, zabija Tomczyka. Cała sytuacja zadaje się obracać na korzyść Kruka, jednak tylko do momentu jego powrotu do domu. Tam bowiem objawia się nowy szantażysta – jego żona, która przedstawia o wiele bardziej wygórowane żądania niż Tomczyk. Załamany Kruk zgłasza się na milicję, aby opowiedzieć o wszystkim. 

## Obsada aktorska
- Witold Pyrkosz – Zenon Kruk
- Mirosława Dubrawska – Alicja Kruk
- Jerzy Zass – Tomczyk
- Marek Lewandowski – Sołtysik
- Hanna Balińska – Ela
- Krystyna Królówna – Rogucka
- Witold Kałuski – naczelnik
- Andrzej Mrowiec – strażnik
- Zbigniew Kryński – portier
- Anna Makarska – klientka